# 마이크로 소프트웨어
마이크로 소프트웨어(Micro Software)는 1983년 11월부터 출간된 IT 전반의 컴퓨터 프로그래밍에 대한 대한민국 최초의 소프트웨어 전문 잡지다. 2017년부터 월간지에서 계간지로 바뀌어 3개월마다 발간했다.
2020년 7월에 401호를 발간하고 정간했다.

## 역사
1980년대 개인용 컴퓨터의 시대 개막과 함께 '정보시대'가 1983년 7월 대한민국에서 창간 등록을 하고, 1983년 11월 창간호를 발행한 IT 전문지다. 월간지로 발행되었으며, 일반인들이 접하기 힘든 소프트웨어, IT 산업, 관련 인물에 대한 이야기를 꾸준히 전해왔다. 개인용 컴퓨터가 막 보급되어 소프트웨어와 프로그래밍에 대한 정보 욕구가 팽창할 무렵 IT에 관심 있던 학생과 직장인이 애독하던 잡지였다. 개발자들에게는 '마소', '마굿간'이라는 애칭으로 불렸다. 초고속 인터넷의 시대가 도래해 대한민국의 많은 출판 잡지들과 마찬가지로 어려움에 쳐하였을 때도 꾸준하게 명맥을 이어 왔다. 그러다 발행사인 마소인터렉티브의 경영난으로 2015년 12월호를 마지막으로 인터넷판과 함께 휴간을 결정하며 환불 조치와 함께 홈페이지 폐쇄를 진행하였다. IT 관련 정보를 인터넷에서 쉽게 얻을 수 있는 상황과 더불어 종이 잡지의 광고 시장이 크게 위축된 데에 따른 것이었다. 그렇게 폐간되어 역사속으로 사라지는 듯하였다.
그러나 2016년 3월 조선미디어그룹의 경제 전문 매체인 조선비즈가 벤처투자회사인 소프트뱅크 벤처스로부터 브랜드와 영업권을 인수하고, 2016년 9월부터 운영을 재개하였다. 2016년 11월에는 개발자가 마이크로 소프트웨어의 복간 의미를 알리고, 다수 개인의 후원과 다양한 의견을 받기 위해 스토리펀딩을 진행하였다. 스토리펀딩의 수익금은 마이크로소프트웨어 제작비에 사용되어, 2017년 1월 20일 아이티조선에서 재발행이 진행되었다. 스토리펀딩 참여자는 1월 복간호의 후원자 명단에 이름이 기재되었고 잡지 인쇄본을 받았다. 대학의 소프트웨어 관련 학과의 인기가 치솟고, 코딩 교육으로 직장인과 학생이 몰리는 대한민국의 상황을 고려한 움직임이였다. 인터넷의 도래로 인해 정보가 홍수를 이루었지만, 단편적 지식에 불과해 과잉 속 빈곤을 느끼는 시대에 잡지라는 매체를 통해 정보의 옥석을 가리는 역할을 짊어진다는 계획이다. 이와함께 조선비즈는 2016년 1월 이미 또다른 IT 매체인 정보통신기술(ICT) 전문 '미디어잇'도 인수하였다. 이로써 조선비즈는 두 매체를 연계해 대한민국 내외의 IT업계 종사자들의 커뮤니티 플랫폼을 만든다는 계획이다.
2017년 1월 23일, IT조선으로 발행사를 옮겨 마이크로 소프트웨어 387호를 재발행했다.
IT조선은 2017년 2월 23일 첫 회를 시작으로 IT 관련 주제를 다루는 미니 콘퍼런스 형식의 행사인 '마소의 밤' 을 서울특별시 중구 세종대로 'IT조선 연결지성센터'에서 개최하고 있다. 마소의 밤은 해당 잡지의 후원자, 구독자, 필자라면 누구나 참여할 수 있는 미니 콘퍼런스다. 2017년 8월 24일 3번째 마소의 밤이 열렸다. 이외, 마소콘 2017, 마소콘 2018, 마소콘 2019를 개최했다.
2019년 1월에 발행한 마이크로 소프트웨어 395호부터, 내지 재질(80g → 100g), 총 페이지 수(224~232페이지 → 288페이지), 기본 포장봉투(얇은 비닐 2장 → 뽁뽁이 봉투) 등으로 개편하며 권당 가격을 22,500원으로 변경했다.
2020년 1월에 마이크로 소프트웨어 399호 발행 후, 편집팀이 교체됐다. 2020년 4월과 7월에 발행한 마이크로 소프트웨어 400호와 401호를 끝으로 정간했다.